# ويليام بي بايرز
ويليام بي بايرز هو رياضياتي وفيلسوف كندي، ولد في 1943.